# Klempner

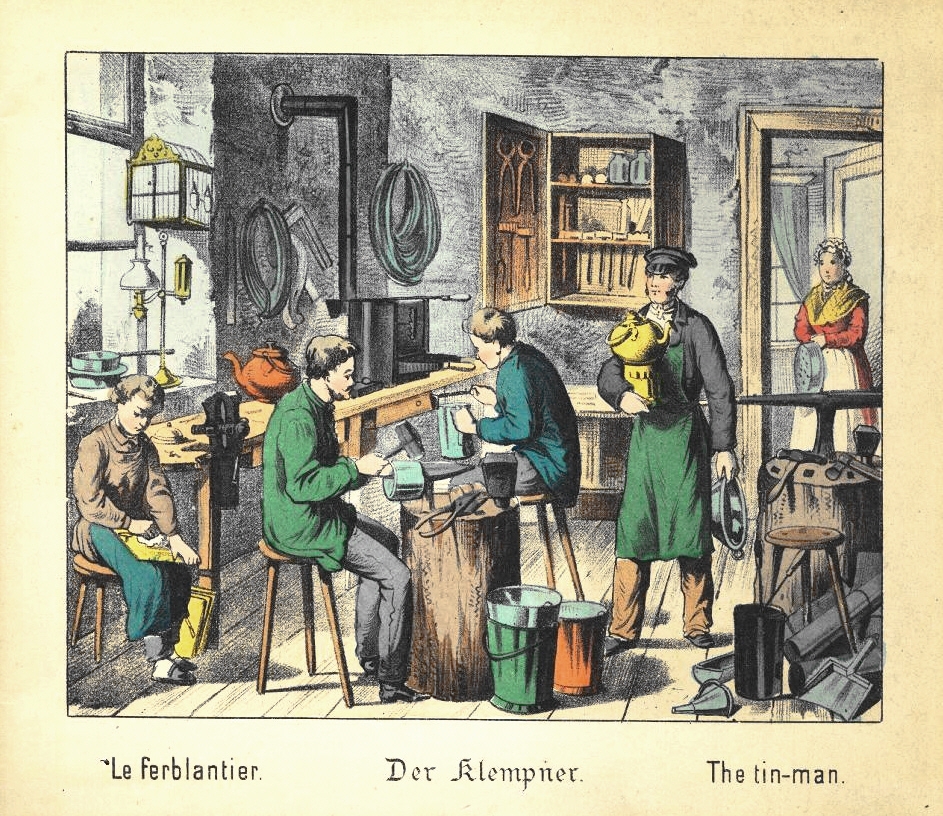
„Der Klempner“. Aus: Was willst du werden? Bilder aus dem Handwerkerleben (um 1880)

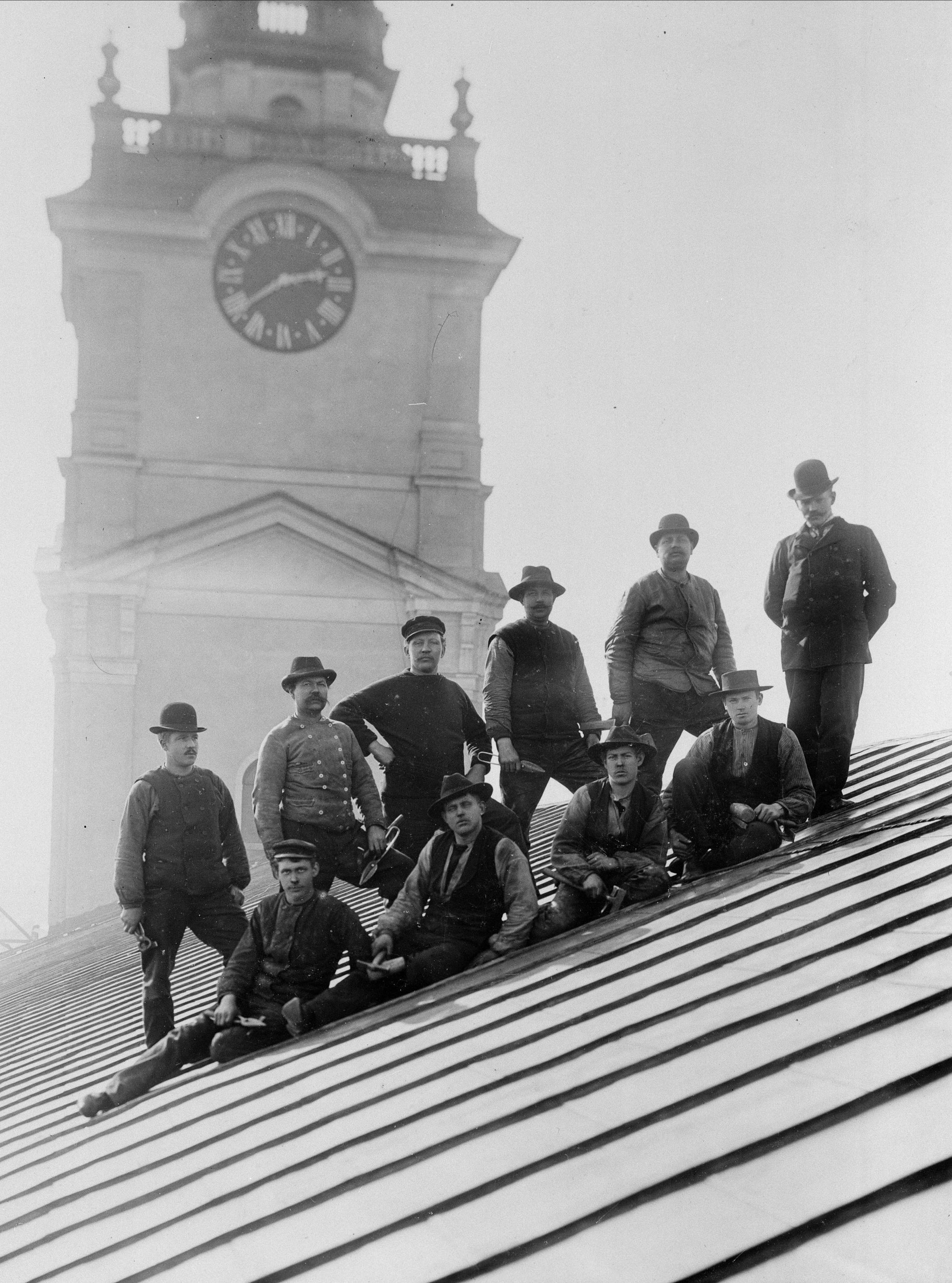
Klempner verlegten ein neues Stehfalzdach auf der Storkyrkan in Stockholm, 1903

Klempner, Spengler, Flaschner und Blechner sind Berufsbezeichnungen für Handwerker, die feine Bleche bearbeiten und zu Bauteilen im Bauwesen oder zu Handelswaren verarbeiten. In weiten Teilen Süddeutschlands (vor allem in Altbayern), in der Schweiz und Österreich ist Spengler die offizielle Bezeichnung für diesen Handwerksberuf.
Der Beruf ist eine klassische Männerdomäne. 2017 lag der Frauenanteil bei Ausbildung und Berufsausübung in den DACH-Ländern bei 0,7 Prozent.
Als Klempner wird umgangssprachlich häufig auch der Gas- und Wasserinstallateur bezeichnet, da Klempner neben Dachrinnen und Regenfallrohren ursprünglich auch Rohrleitungen aus Blei und Kupfer verlegten. Heute ist die offizielle Bezeichnung dieses Berufs in Deutschland Anlagenmechaniker für Sanitär-, Heizungs- und Klimatechnik.

## Etymologie und Bezeichnungen

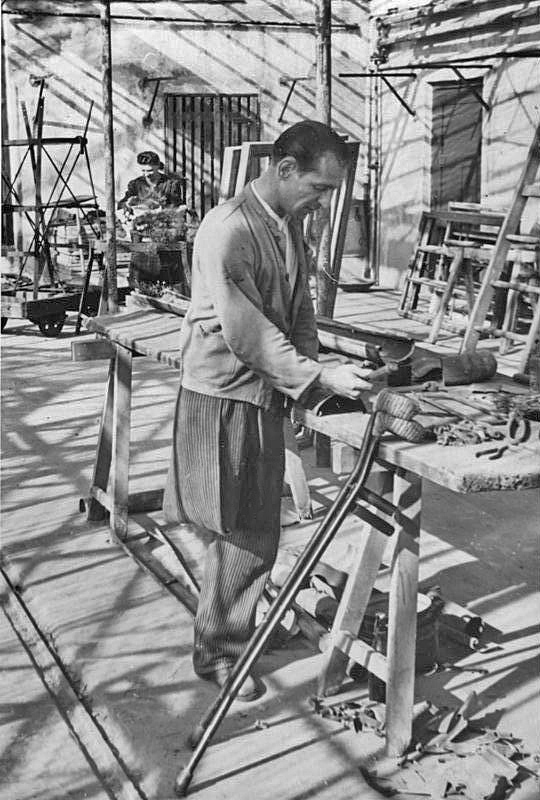
Ein Klempner bei der Arbeit (1949)

Der Begriff Klempner wurde vermutlich umgestaltet aus dem älteren Klemperer, Klamperer, oberdeutsch Klampfer, Klampferer. Klempern bedeutet „Blech hämmern“, klampen (aus mnd. klammern) bedeutet „(mittels Falztechnik) fest verbinden“.
Der Begriff Spengler geht zurück auf eine der ursprünglichen Tätigkeiten dieser Handwerker, die Herstellung von Spangen und Beschlägen.
Die Be- und Verarbeitung von Metallen hat im Klempnerhandwerk eine lange Tradition. Auf die metallverarbeitenden Tätigkeiten deuten die Berufsbezeichnungen hin:
Die Begriffe Klempner und Spengler haben (über verschiedene sprachliche Umwege) die alten Bezeichnungen Blechschmied und Spangenmacher ersetzt.
Flaschner fertigten früher aus Metall Feld- und Pulverflaschen und andere Gefäße, während
Blechner mit Blech arbeiteten – wie auch heute noch.
Im europäischen Sprachraum finden sich jeweils vergleichbare Bezeichnungen, zum Beispiel ferblantier, zingueur oder couvreur in Frankreich, sheet metal worker im englischen Sprachraum, plåtslagare in Schweden und blikkenslager (gelegentlich auch kobber- og blikkenslager) in Norwegen. Alle Bezeichnungen beinhalten den Begriff „Blech“, französisch zingueur sogar das Material „Zink“.
Klempner werden regional unterschiedlich benannt:
- Klempner im Großteil Nord- und Mitteldeutschlands.
- Spengler in weiten Teilen Süddeutschlands, Hessens, der Schweiz, Österreich und Südtirol.
- Flaschner in Teilen Baden-Württembergs und Frankens; auch im südlichen Vogtland und südlichen Westerzgebirge sowie im Nordbairischen.[2]
- Seltener auch Blechschläger, Blechner oder Blechschmied.
- Der Karosserieklempner fertigt Sonderaufbauten für Kraftfahrzeuge und repariert Blechschäden an Karosserien.

## Berufsbild

### Tätigkeitsbereiche

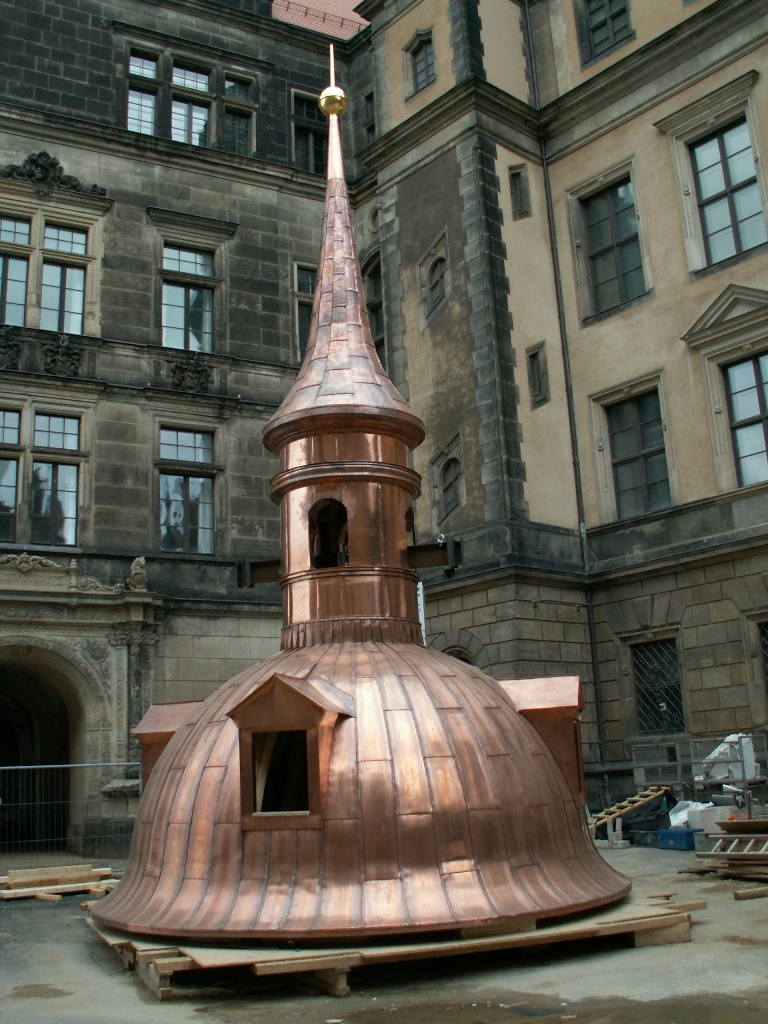
Klempner verkleiden Dächer mit Zink- und Kupferblech, hier die Turmhaube des Dresdner Residenzschlosses

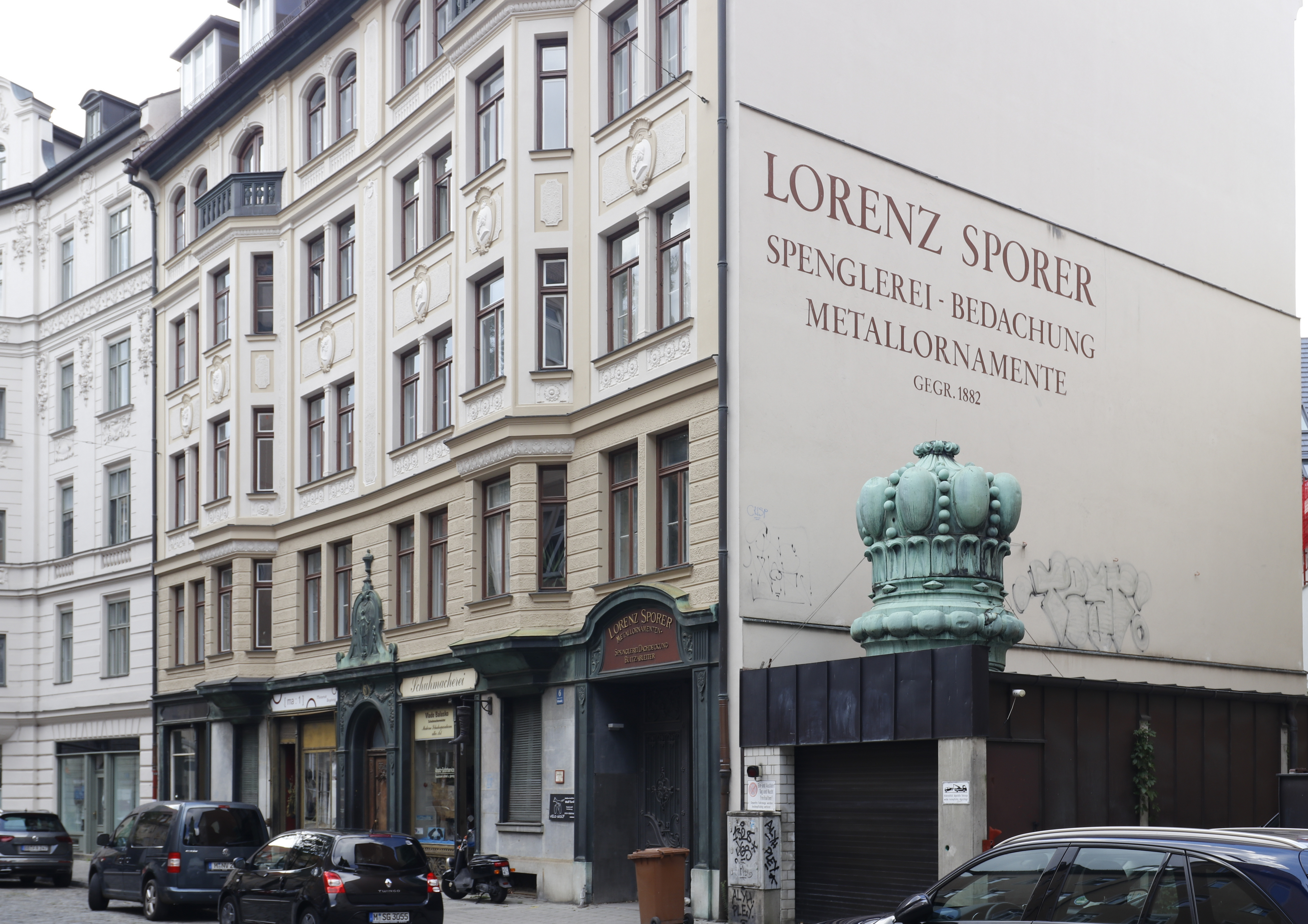
Eine Krone aus patiniertem Kupferblech als Firmenzeichen eines Betriebs in München

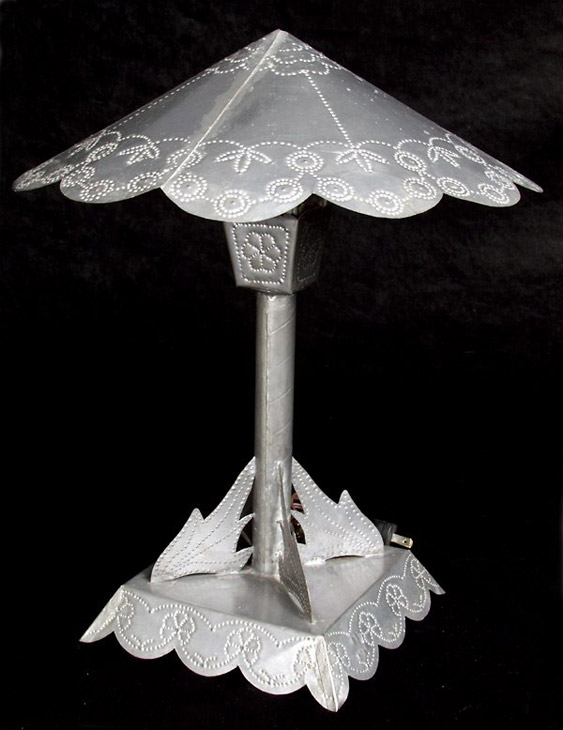
Zierklempner fertigen kunsthandwerkliche Gegenstände wie diese Tischlampe Ende der 1930er Jahre, Bandelier National Monument

Die Klempnerei umfasst die Bearbeitung von Feinblech aus Eisen oder NE-Metallen (meist Zink, Kupfer, Aluminium, beschichtetes Stahlblech und Blei) zur Herstellung von Dacheindeckungen, Dachentwässerungen und Lüftungsanlagen, früher auch Flaschen und anderen Behältern und sonstige Haushaltswaren.
Die Aufgabe des Klempners ist hauptsächlich das Verkleiden von Dachflächen, Fassaden und Schornsteinen mit Blechen sowie die Montage von Regenrinnen. Benötigte Bauteile stellt er teilweise von Hand oder maschinell selber her. Weitere Aufgaben sind das Erstellen und die Montage von Passteilen aus Metallprofilen, Feinblechen und Kunststoffen für Rohre, Kanäle und Geräte der Lüftungstechnik, sowie die Wartung und Reparatur von Klempnereierzeugnissen.
Eine Übergangsform zum Kunsthandwerk ist die Zierklempnerei bzw. Galanteriespenglerei, die blechernen ornamentalen Zierrat zur Verwendung am Bau herstellt (etwa Wetterhähne und Giebelspitzen).
Klempner, Bauklempner und Isolierklempner gelten in Deutschland als Mangelberuf für Facharbeiter und stehen auf der Positivliste für ausländische Facharbeiter aus Nicht-EU-Staaten.

### Ausbildung
In der Grundausbildung werden grundlegende Tätigkeiten/Kenntnisse wie das Weichlöten, Hartlöten, Bördeln, Schweifen, Falzen, Kanten, Messen, Technisches Zeichnen, fachbezogene Mathematik, Werkstoffkunde usw. vermittelt. Der Auszubildende soll das Konstruieren, Montieren und Reparieren von Metallblechen beherrschen.
Die gesamte Ausbildung dauert in der Regel dreieinhalb Jahre und wurde 2017 in Deutschland durchschnittlich mit folgender Staffelung vergütet: Jahr 1 mit 630 €, Jahr 2 mit 641 €, Jahr 3 mit 716 € und im vierten Jahr mit 753 €. Neben dem direkten Berufseinstieg bestehen nach der Ausbildung weitere Qualifikationsmöglichkeiten wie ein Meisterabschluss, ein Techniker-Abschluss sowie diverse Studiengänge.

#### Österreich
In Österreich ist der Beruf ein Lehrberuf.
Lehrlinge schließen die dreijährige Berufsausbildung als Spengler mit der Lehrabschlussprüfung ab und können sich zum Meister weiterbilden. Durch die Verwandtschaftsregelung wird die Ausbildung als Spengler auf Teile der Lehrzeit in anderen (verwandten) Lehrberufen angerechnet; z. B. bei der Lehre für Karosseriebautechnik, Installationstechnik oder Sonnenschutztechnik.
Frauen gelten entgegen Männern als Schwerarbeiter im Sinne der Schwerarbeitsverordnung und der dazu ergangenen Berufsliste. Dienstgeber haben das Vorliegen von Schwerarbeit bei Frauen ab dem vollendeten 35. Lebensjahr (Männer ab dem 40. Lebensjahr) selbständig der Krankenversicherung zu melden (§ 5 Schwerarbeitsverordnung).

#### Schweiz
In der Schweiz nennt man den Beruf Bauspengler. Folgende Ausbildungsmöglichkeiten bestehen:
1. Spengler EFZ (Eidgenössisches Fähigkeitszeugnis): 3 Jahre Ausbildungszeit
2. Spengler EBA (Eidgenössisches Berufsattest): 2 Jahre Ausbildungszeit

## Werkzeuge und Maschinen
Die optisch und technisch zufriedenstellende Blechbearbeitung bedarf einer Vielzahl von Spezialwerkzeugen.

### Mess- und Anreißwerkzeuge
- Reißnadel, Winkel-Reißnadel, Zinkanreißer, Anreißschablone
- Winkelmesser
- Anschlagwinkel
- Spitzzirkel, Bogenzirkel
- Umfangbandmaß
- Streichmaß

### Werkzeuge zum Entgraten, Anpassen und Säubern von Blechen
- (Blech-)Entgrater
- (Draht-)Bürsten
- (Hand-)Senker
- (Dreikant-)Schaber, Löffelschaber, Hohlschaber
- Bleitreibwerkzeuge: Setzholz, Klopfholz, Banane und Treibhammer zum Anpassen von Bleiblech[8]

### Werkzeuge für spezielle Tätigkeiten und Hilfsarbeiten
Die Hauerbrücke wird von Dachdeckern zum Bearbeiten von Dachschiefertafeln vor Ort eingesetzt und kann vom Klempner für Anpassungsarbeiten an kleinen Werkstücken verwendet werden.
Der Rohrschraubstock wird von Installateuren verwendet, um Rohre zu fixieren, etwa beim Schneiden von Gewinden.
Der Feilkloben dient zum Fixieren von kleinen Werkstücken bei feinen Anpassungsarbeiten, ähnlich einem kleinen Schraubstock.
Nageleisen bzw. Nagelheber werden zum Ausziehen von Verbindungsmitteln und zum Abhebeln von Blechen u. ä. verwendet.

### Schneiden
Geschnitten wird Blech manuell mit Blechscheren für gerade oder nach links oder rechts gekurvte Schnitte. Spezielle Blechscheren heißen Universal-Schere, Berliner-Schere, Figuren-Schere, (Figuren-)Loch- und Rundloch-Schere, Durchlauf-Schere (Pelikan-Schere), Bandeisen-Schere, Profil-Schere sowie Dachdeckerschere.
Weiche und dünne Bleche können auch mit Mehrzweck-Scheren geschnitten werden.
Die Schlitzschere wird manuell geführt aber elektrisch angetrieben.
Komplizierte Ausschnitte können mit dem manuellen oder elektrischen Knabber vorgenommen werden, der mit einer beweglichen Zunge feine Streifen aus dem Blech schneidet. Noch genauere Ausschnitte können mit dem elektrischen (Profil-)Nibbler vorgenommen werden, der einen auf- und abfahrenden Schneidzahn besitzt.
Kurvenschnitte in dickeren Blechen können mit der handgeführten elektrischen Stichsäge ausgeführt werden.
Teilstationäre Schneidgeräte mit manuellem oder elektrischem Antrieb sind die Rollen- bzw. Hebel-Blechschere, die (Excenter-)Tafelschere, die (Durchlauf-)Schlagschere und der (Dach-)Rinnencutter.
Gerade Schnitte in dickem Blech werden in der stationären Schlitz- und anderen elektrisch betriebenen Blechscheren vorgenommen.
Dickes Material kann auch mit Säbelsäge und Metallkreissäge geschnitten werden, weiches (Verbund-)Material auch mit elektrischer Handkreissäge, Panel-Cutter (Schwertsäge, Abbundkettensäge) und Kantenfräse.
Scheibenschneider bzw. Zirkelschneider werden für kreisförmige Ausschnitte eingesetzt.
Größere Bohrungen werden mit Schäl- und Stufenbohrern hergestellt.

### Verformen
Hämmer werden zur direkten Bearbeitung von Blechen oder gemeinsam mit weiteren Handwerkzeugen verwendet:
- Spenglerhammer
- Falzhammer
- Pinnhammer
- Polierhammer mit kugeligem Kopf
- Schlichthammer
- Schweifhammer
- Treibhammer
- Schonhammer
  - Holzhammer
  - Schonhammer mit Kunststoffeinsätzen
  - Aluminiumhammer
  - Kupferhammer
  - Klebschlaghammer – gefüllt mit einer plastischen Masse, wird zum Einschlagen von Zierleisten u. ä. verwendet

Treibhämmer haben einen gewölbten oder kugelförmigen Kopf und werden zum „Treiben“ – also zum Strecken des Blechs – verwendet, wie es zur Herstellung von Schalen, Schüsseln, Töpfen und Halbkugeln notwendig ist.

#### Biegen und Falzen

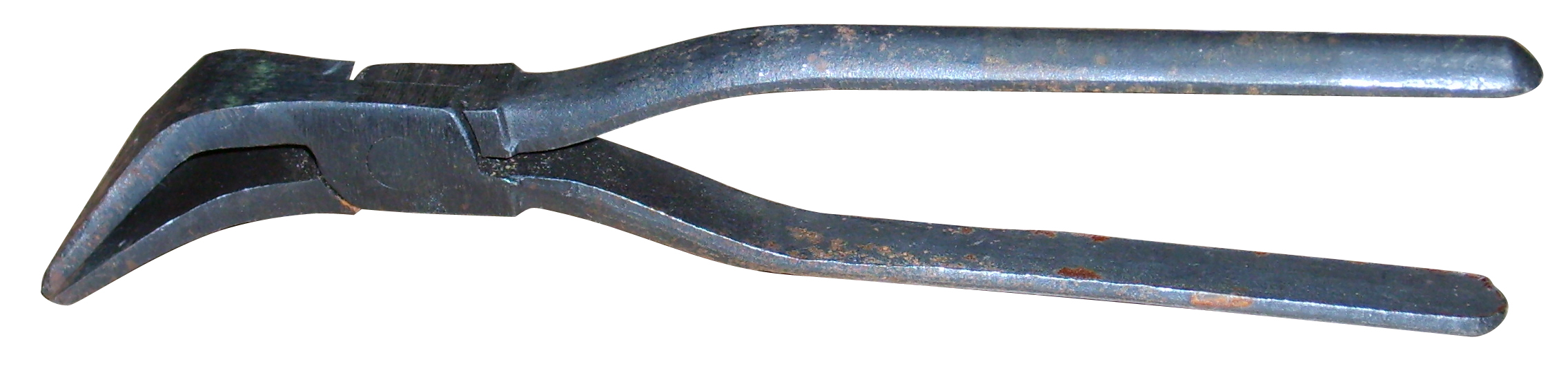
Falzzange

Für feine Detailarbeiten werden Spitzzange, Spengler-Rundzange und Spengler-Flachzange eingesetzt.
Spenglerzangen mit größeren Arbeitsbreiten sind die Deckzange und eine Vielzahl von Falzzangen: gerade, gekröpft, gewinkelt, Eckfalzzange, Uni-Falzzange.
Besondere Arbeiten werden mit Rohr-Einziehzange, Falzöffnungszange und Wulstenbeißzange ausgeführt.
Biegewerkzeuge für geradlinige Falzen und Kanten größerer Länge sind:
- Traufenschließer, Winkelfalzschließer
- Traufenkanter – große Arbeitsbreite
- Zweihandkanter
- Doppelfalzer
- Faltendrücker
- Falzschließer

Zum Bearbeiten von dickeren Blechen und zum Herstellen von gebogenen und bombierten Formen werden verschiedene Eisen und Meißel eingesetzt:
- Quetschfalzeisen
- Schaleisen, Eckschaleisen
- Doppelfalzeisen
- Falzmeißel

Zur Verwendung mit dem (Einheits-)Amboss:
- Stiftamboss
- Umschlageisen
- Bördeleisen
- Klempner-Faust
- Sickenstock, Schweifstock (Schweifhorn), Sperrhaken, Trichtersperrhaken[9]

Biegegeräte gibt es mit manuellem oder elektrischem Antrieb. Kleinere Geräte werden ebenso wie abgerundete Biegebacken im Schraubstock eingespannt oder auf Tischen oder Ständern montiert.
- (Hand-)Schwenkbiegemaschine, Bauabkant-Maschine, Rundmaschine, Sickenmaschine
- Wulstgerät
- Winkelbiegeapparat,
- Handbiegegerät

Freihändiges Arbeiten findet oft am Amboss und am Schraubstock (mit Schutzbacken) statt.
Weiche Bleibleche können auch vor Ort mit Klopfholz, Setzholz und Treibhammer angepasst werden.
Dachrinnen werden mit Rinnen-Richtzange, Rinnen-Richtheber, Rinnen-Abbiegezange (zum Biegen der Rinnenhalter) und Rinnenstöckel angepasst.

#### Verbindungstechnik
Mit Bohrern, Lochzange, Revolverlochzange und Locheisen werden Löcher zum Einsetzen von Nieten vorbereitet.
Nietverbindungen werden mit Setzwerkzeugen wie Setzkopf, Setzeisen, Handnietzange, Blindnietzange bzw. -pistole oder Scheren-Blindnietzange hergestellt.
Dünne Bleche können ohne weitere Verbindungsmittel mit der (Profil-)Verbindungszange verbunden werden, die im Trockenbau verbreitet eingesetzt wird. Etwas stärkere Bleche werden mit der Fügepresse verbunden. Dabei wird jeweils ein Streifen aus zwei übereinanderliegenden Blechen gestanzt und formschlüssig miteinander verschränkt.
Flache, spitze oder abgewinkelte Gripzangen dienen zum Fixieren der Blechstücke beim Löten und Schweißen.
Zum Löten werden (Automatik-)Lötkolben bzw. Weichlötgarnitur, Lot, Flussmittel und gegebenenfalls Hitzeschutzmatten eingesetzt.
Mit Tacker bzw. Hefter und Hammertacker lassen sich dünne Bleche auf Holz, zähen Kunststoffen und ähnlichen weichen Materialien befestigen.
Für großflächige Verbindungen können Bleche auch geklebt werden.